# Takydromus sylvaticus
Takydromus sylvaticus är en ödleart som beskrevs av  Pope 1928. Takydromus sylvaticus ingår i släktet Takydromus och familjen lacertider. Inga underarter finns listade i Catalogue of Life.